# Saporina 192 IgG
La saporina 192 IgG fue la segunda inmunotoxina utilizada (la primera fue la Saporina OX-7) y se explora en áreas de neurociencia. La inmunoglobulina IgG 192 reconoce el receptor del factor de crecimiento nervioso (NGF, por sus siglas en inglés) de baja afinidad p75, que se expresa ampliamente en neuronas colinérgicas en el cerebro anterior. IgG 192 se refiere a que es un anticuerpo monoclonal químicamente vinculado a la saporina.
Después de la inyección intraventricular, la saporina 192 IgG se une al receptor de NGF, logrando la internalización selectiva preferentemente en las neuronas colinérgicas, el transporte retrógrado de la citotoxina saporina al cuerpo celular y la consiguiente muerte de la célula. Aunque la preparación y estabilidad de la toxina y los parámetros precisos de la inyección son importantes, la saporina 192 IgG ha demostrado ser exitosa para la lesión selectiva de las neuronas prosencefálicas septales y basales a la vez que evita las células co-localizadas, y se ha utilizado ampliamente para confirmar que muchos de los cambios electrofisiológicos y de comportamiento en el aprendizaje y la función de la memoria asociados con lesiones excitotóxicas del septo medial y del núcleo basal magnocelular son atribuibles a la depleción selectiva de las inervaciones colinérgicas del hipocampo y la corteza, respectivamente.
Aunque en un estudio se notó que ratas recién nacidas a las que se inyectó la saporina 192 IgG no mostraron evidencia de alteración del aprendizaje/memoria espacial según lo evaluado por el laberinto acuático de Morris y la alternancia espacial retardada, en un estudio posterior se demostró que dosis bajas de la inmunotoxina empleadas para destruir selectivamente las neuronas colinérgicas en el septum medial dificulta la tarea de adquisición de una memoria espacial de coincidencia con posición retardada. (DMP, por sus siglas en inglés).

## Importancia biomédica
Inmunotoxinas dirigidas a blancos específicos pueden ser aprovechadas, por su selectividad, para tratar algunos tipos de tumores sensibles. Sin embargo, se siguen estudiando exhaustivamente antes de poder ser aplicadas en humanos.